# I Threes
I Threes fue un grupo jamaiquino de Reggae formado en 1974, por tres mujeres, para acompañar al grupo Bob Marley & The Wailers después de que Peter Tosh y Bunny Wailer (los vocalistas de fondo originales del grupo The Wailers) abandonaran el grupo.
Las tres integrantes del grupo eran: la esposa de Bob, Rita Marley; Judy Mowatt y Marcia Griffiths. El nombre de la banda está inspirado en el concepto rastafari «I and I» que representa la divinidad dentro de cada persona.